# پهپاد (فیلم ۲۰۱۳)
پهپاد یا هواپیمای بدون سرنشین (به انگلیسی: Drones) یک فیلم سینمایی هیجان انگیز آمریکایی محصول سال ۲۰۱۳ میلادی به کارگردانی ریک رزنتال و با بازی الوییز مامفورد و مت اولری است.

## داستان
دو سرباز که وظیفه پیدا کرده‌اند برای سرنوشت یک خلافکار حرفه ای تصمیم‌گیری کنند، در صورت انجام دادن یک حرکت اشتباه تمام برنامه‌ریزی ای که کرده‌اند بِهم خواهد ریخت و…